# SecondHandSongs
SecondHandSongs è un sito web che gestisce informazioni su cover di brani musicali.

## Storia
SecondHandSongs viene avviato nei primi mesi del 2003.
Il sito è ospitato su un server Debian, utilizzando un server web Nginx, un database PostgreSQL, il linguaggio PHP e il framework Symfony.